# Parisus albiventris
Parisus albiventris är en tvåvingeart som först beskrevs av Macquart 1840.  Parisus albiventris ingår i släktet Parisus och familjen svävflugor. Inga underarter finns listade i Catalogue of Life.